# Екуменизам
Екуменизам или васељенизам (грч. οικουμενισμός — „екуменизам, васељенизам, екуменство, васељенство“) је еклисиолошки појам којим се означавају тежње, настојања и покрети усмерени ка зближавању, сарадњи, помирењу и јединству хришћанских цркава. Појам је проистекао из првобитног концепта о хришћанској екумени, односно хришћанској васељени, као општој заједници свих хришћана. Придев екуменски се стога примењује на сваку неденоминалну или међуденоминалну иницијативу која подстиче већу сарадњу и унију међу хришћанским деноминацијама и црквама.
Чињеница да сви хришћани који припадају главним хришћанским деноминацијама исповедају веру у Исуса, верују да је Библија надахнута од Бога (Јован 1:1) и примају крштење према формули Тројице, види се као основа за екуменизам и његов циљ Хришћанско јединство. Екуменисти наводе Јована 17:20–23 као библијску основу тежње ка јединству цркве, у којој се Исус моли „да сви буду једно“ како би „свет сазнао“ и поверовао јеванђељској поруци.
Док се међурелигијски дијалог односи на све религије, екуменизам је дијалошки напор унутар хришћанских цркава. За разлику од унијаћења (на пример, одвајање од Православне цркве ради укључивања у Католичку цркву), у екуменизму се наглашава равноправан дијалог међу хришћанским конфесијама, оно што је појединим црквама заједничко и иде се за потврдом духовнога и моралног послања Христове Цркве.
Екуменизам је настао у 19. веку унутар протестантских цркава (екуменски покрет). Унутар Католичке цркве заговорници екуменизма у 19. веку су били: Ј. Х. Њуман, Д. Мерциер, Ј. Ј. Штросмајер, а у 20. веку бенедиктинци из Чеветохена у Белгији, доминикански центар Истина у Паризу, а својим еклезиолошким радовима доминиканац Конгар. Након Другог ватиканског концила (1962—1965) Католичка црква је прихватила основна начела екуменизма и начелно је одустала од даљег унијаћења. (Декрет 2. Ват. Сабора: Unitatis redintegratio 1964)

## Развој екуменског покрета

### Почеци
Почеци екуменског покрета стављају се у 1805. годину, када се протестантски, баптистички мисионар Виљем Кери (енгл. William Carey) заложио за оснивање „општег удружења“ свих хришћанских вероисповести. Овај захтев је настао током његових мисионарских активности у Африци, када је на делу увидео слабост хришћанства услед његових унутрашњих подела. Цркве које су деловале мисионарски, почеле су са оснивањем различитих друштава, све у циљу усклађивања њиховог мисионарског деловања. У то време основана су у Лондону удружења „YMCA“ („Хришћанско удружење за младе мушкарце“). „YMCA“ је 1894. имало око десет хиљада одељења по целом свету, са четири милиона чланова. Ускоро су основана и женска удружења. Ема Робертс је тако основала кружок за молитвено уједињење, а госпођа Кинерд је у Лондону организовала добротворно друштво за помоћ младим женама. Та два друштва су се ујединила 1897. и добила назив „YWCA“ („Хришћанско удружење за младе жене“). Ове организације су деловале на принципима хуманистичких доктрина. Крајем 19. века основана је и „Светска студентска хришћанска федерација“ (енгл. World Sudent Christian Federation). Ваља поменути да је 1864. године основано удружење „Јеванђелска алијанса“, а 1914. је основана „Светска алијанса за унапређење интернационалног пријатељства преко Цркава“. Може се сматрати да су оваква удружења представљала зачетак будућег екуменског покрета. Године 1854. основан је екуменски савет.
Током времена, рад овог савета је допринео да 1910. дође до скупа у Единбургу (енгл. Edinburgh) у Шкотској, што представља званични почетак екуменског покрета. Овде је и појам екуменизма по први пут употребљен у његовом садашњем значењу. Жеља је била да се избегне појам „интернационални“ који собом имплицира националну подељеност док појам „екуменски“ (према источном изговору грчког „икуменски“) указује на свеукупност без подела. Конференција у Единбургу била је насловљена „Међународна мисионарска конференција“ (енгл. International Missionary Conference). На овој конференцији је установљено стално повереништво које је требало да усклађује екуменске активности у складу са предлозима и идејама које су се на скупу појавиле. Једно од тих повереништва имало је назив „Живот и рад“ (енгл. Life and Work). За њега се посебно залагао лутерански епископ из Упсале Натан Зодерблом (енгл. Nathan Soderblom) (1866—1931). Ово повереништво је имало за циљ да решава питања односа цркава према друштву.
Године 1925. у Стокхолму је одржана конференција ове организације под називом „Општа хришћанска конференција Живота и рада“ (енгл. Universal Christian Conference of Life and Work) на којој је било речи о међународним односима као и о друштвеном и економском животу виђеном из хришћанске перспективе. Велики допринос раду покрета „Живот и рад“ (енгл. Life and Work) дао је лутерански архиепископ Седерблум (енгл. Soderblom), каснији добитник Нобелове награде за мир. Доносимо одломак из Званичног извештаја са ове конференције у коме се апелује на послушност Богу који жели јединство хришћана: „Ако праведност ваша не буде већа од праведности књижевника и фарисеја нећете ући у царство Божје. Црква веома много слуша човека а веома мало Бога... Да бисмо чули глас Божји неопходно је да се молимо.“
Англикански епископ Чарлс Хенри Брент (Chales Henry Brent) највише се залагао за повереништво Вера и Поредак (Faith and Order), које се бавило теолошким питањима, пре свега оним које су представљале узрок подела међу хришћанима. У Лозани је 1927. одржана конференција Вере и Поретка (Faith and Order), која је представљала почетак редовних састанака на којима су се разматрала догматска питања уз учешће различитих хришћанских цркава.
У Единбургу је 1937. одржана још једна конференција на којој је присуствовало пет незваничних посматрача Католичке Цркве. На овој конференцији је изречена тврдња која и до данас остаје важећа у екуменском покрету: „доктрина раздељује а служење уједињује“. Ова два тела имала су и различите приступе. Док је повереништво „Живот и Рад“ било инспирисано либералном теологијом и Америчким покретом Social Gospel, и бавило пре свега друштвеним и харитативним проблемима, повереништво „Вера и Поредак“ се бавило превасходно теолошким питањима, и своју инспирацију је налазило у дијалектичкој теологији. Оно се посебно залагало за постизање напретка на доктринарном плану. Ипак, иако су се њихови методи и приоритети разликовали, њихови циљеви су ипак били исти. На крају је постигнута сагласност да и један и други метод - социјална улога хришћанства и доктринарна питања - имају своју важност на путу постизања јединства међу хришћанима. Године 1912. створен је и трећи екуменски покрет који је носи назив "Интернационални савет мисија". Он је створен са циљем координације мисијских друштава.

### Светски савет цркава
Тако су се ове две организације спојиле и - 1938. године у Utrehtu - настао је Светски савет цркава (World Council of Churces - WCC). Поред тога, организација Вера и Поредак је наставила да постоји и како посебно тело. Након конференције која је одржана у месту Сантијаго Ди Компостело у Шпанији, 1993. године, 2004. је одржана и конференција у Куала Лумпуру у Малезији. Разматрано је стање екуменског покрета и његов развој од прве конференције организације Вера и Поредак до данас. Данас огранком Вера и Поредак управља комисија од 120 чланова. Представници Православне цркве у данашњем саставу су Архиепископ Албански Анастасиос, професор Јован Крисавгис из Грчке православне Цркве Америке, иначе професор на високој теолошкој школи Светог Крста, затим епископ Иларион (Алфејев) из Руске православне цркве, о. Хеики Хутунен (Heikki Huttunen) из Финске, Митрополит мар Григорије Јохана Ибрахим из Антиохијске Патријаршије, о. др Виорел Јонита (Viorel Ionita) и др Михаел Тит из Румунске ПЦ, др Роман Јурига из Православне цркве Чешке и Словачке, о. Јан Кулазук из Пољске, Макарије Архиепископ Кеније и Иринуполиса, о. Михаил Наим из Антиохијске Патријаршије, свештеник др Предраг Пузовић из Српске православне цркве, Владимир Шмали из РПЦ, Констац Тарасар из Православне цркве Америке,
Након оснивања ССЦ је требало да одржи прву општу скупштину 1941. године. Међутим, пошто је отпочео рат, овај догађај је одложен за касније. Прва скупштина је одржана тек 1948. „Вера и Поредак“ и Живот и Деловање“ ушле су у ССЦ. У ССЦ је оформљен централни одбор који сваких шест до седам година организује један општи скуп. На тим скуповима се потврђује воља чланица да наставе своје деловање у ССЦ а одређују се и смернице за будући рад.
1952. године цариградски патријарх Атинагора издао је енциклику у којој позива све поглаваре помесних православних цркава да се придруже Светском савезу цркава. Већ од 1952. поједине православне цркве почеле су да се укључују у ССЦ, а 1955. г. Васељенска патријаршија шаље своје сталне представнике у централу ССЦ, у Женеви. Године 1959. централни комитет ССЦ се састаје на Родосу са представницима свих православних цркава. 1964. године патријарх Атинагора се сусрео римским папом у Јерусалиму. Сусрет папе Павла VI и патријарха Атинагоре у Јерусалиму био је први сусрет поглавара Рима и Цариграда у последњих 526 година, тачније од сусрета у Ферари између патријарха Јосифа II и папе Евгенија IV. Пошто су заједнички прочитали молитву Оче наш, изменили целив мира и заједнички благословили народ, на крају је патријарх даривао папу архијерејском панагијом, са представом Господа као учитеља, симболом епископске части православних јерарха. 7.12. 1965. године Цариград и Рим укидају узајамне анатеме из 1054. године.
Имамо многе разлике, кажу. Које? Филиокве? Па, он постоји још од 7. века, а Цркве се нису раздвојиле. Примат и непогрешивост? Шта се то нас тиче! Нека свака свака црква држи своје обичаје. Ако то жели Католичка црква нека то држи. Али вас питам, где је та непогрешивост данас, када папа има стални петнаесточлани савет који одлучује... Теолошки дијалог неће донети резултате. Нисмо спремни и требаће нам векови. Само је један дијалог могућ - дијалог љубави.— Васељенски патријарх Атинагора
Од 1971. ССЦ има три огранка које међусобно усклађује централни одбор. Први огранак носи назив „Вера и сведочанство“. У њеном оквиру дела и организација „Вера и Поредак“ која се бави доктринарним питањима. Други огранак се назива „Праведност и служење“ и бави се практичним проблемима у односима цркава чланица и према свету. Трећи огранак је „Одгој и обнова“. Он се бави питањем образовања.
Од 24. јула до 10. августа 1983. у Ванкуверу је одржан велики скуп Светског савеза цркава. Служена је протестантска миса којој је присуствовало око 3.500 хришћана из разних крајева света. Службу је служио архиепископ кентерберијски Роберт Ранси са две свештенице, док су православни, римокатолици и монофизити учествовали у произношењу јектенија.
Од 7-20. фебруара 1991. године у Канбери, у Аустралији, одржан је 7. Генерална конференција ССЦ. На њој су поред представника бројних протестантских цркава, учествовали и представници свих помесних православних цркава (осим јерусалимске Патријаршије која је иступила из ССЦ) као и представници Ватикана на челу са кардиналом Едвардом Касидијем. На овом скупу је усвојен један веома занимљив документ под именом „Јединство цркве као општење: Дар и позив“. ССЦ упућује овај документ као апел свим црквама како би прихватиле седам основних теза „у циљу пуног видљивог јединства":
1. међусобно признање крштења
2. прихватање Никејско-цариградског Символа вере као заједничког израза апостолске вере
3. евхаристијско општење
4. међусобно признавање свештенства
5. заједничко сведочење еванђеља
6. заједничко деловање у циљу очувања мира и поретка у свету
7. омогућавање парохијама и заједницама да изразе на одговарајући начин локални степен постојећег општења.

Светски савет цркава броји 348 цркава чланица, које представљају више од пола милијарде чланова главних хришћанских традиција. Ово, са 1,25 милијарди хришћана Католичке цркве, указује да 349 цркава/деноминација већ чини скоро 80% светске хришћанске популације.

## Различити приступи хришћанском јединству

### Православна црква и екуменизам
Православна црква је од самог почетка узела значајно учешће у раду екуменског покрета. Један од најзначајнијих докумената је енциклика Цариградске патријаршије из 1920: У енциклици се, између осталог, каже: „Наша црква сматра зближавање међу црквама и њихова присност нису искључени због доктринарних разлика које међу њима постоје. Према нашем мишљењу такво приближавање је веома пожељно и неопходно. Оно може бити корисно на много начина за стварне интересе сваке појединачне цркве и читавог хришћанског тела, а такође и за припремање и напредовање према благословеном јединству које ће се остварити у будућности у складу са вољом Божјом."
Ваља поменути да је нарочит допринос учествовању Православних у екуменском покрету дао и Герман Тиатирски. Сматра се да је он израдио нацрт наведене енциклике из 1920. Као илустрацију његовог става, наводимо део из његовог излагања са конференције у Лозани одржане 1927: „Иако Православна црква сматра јединство у вери примарним условом поновног успостављања јединства црква, она одбацује теорију ексклузивности према којој једна црква, сматрајући себе као једину истиниту Цркву, инсистира да они који траже јединство са њом морају ући у њу“. Герман даље наводи Св. Фотија Цариградског као узор могућег пута ка јединству и цитира део из његовог писма папи Николи првом: „У случајевима када се неслагање јавља по питањима која нису ствар вере, и када та питања не показују непослушност било ком општем или католичанском (= саборном) ауторитету, човек способан да расуђује биће у праву када закључи да не греше ни они који те ствари прихватају ни они који их не прихватају“. У наставку Герман закључује да је слагање потребно само у стварима које се тичу вере, тј. у стварима које су пресудне за веру. Он поставља питање, које су то ствари, и предлаже да се на ово питање не да одмах одговор али напомиње да је „то већ одређено у старим символима и одлукама седам васељенских сабора. Сладствено, учење древне и неподељене Цркве првих осам векова, слободно од сваког питања које нема директне везе оним у шта верујемо, мора и данас представљати основу поновног уједињења Цркава."
Српскa Прaвослaвнa Црквa (СПЦ) je дaнaс пaртнeр у тeолошком и eкумeнском дијалогу свим вeрским зajeдницaмa свeтa, посeбно Кaтоличкоj Цркви.
Године приступања православних цркава:
- Цариградска патријаршија - Цариград, август 1947.
- Александријска патријаршија - Египат 1948.
- Антиохијска патријаршија - Дамаск, децембар 1946. и 1952.
- Јерусалимска патријаршија - децембар 1946, и 1961.
- Руска патријаршија - Њу Делхи, 1961.
- Српска патријаршија - Београд 1965.
- Румунска патријаршија - Њу Делхи 1961.
- Кипарска црква, Никозија, новембар 1946.
- Грчка црква - Атина 1947.
- Пољска православна црква - Њу Делхи 1961.
- Грузијска православна црква - Париз 1962.
- Чехословачка црква - Женева 1966.
- Америчка православна црква - Еванстон 1954.
- Јапанска православна црква - Женева 1973.
- Православна антиохијска архиепископија у Америци - Еванстон 1954.

### Римокатоличка црква и екуменизам
Римокатоличка Црква још увек званично не учествује у раду ССЦ, али учествује у многим екуменским иницијативама на зближавању цркве.
Пре средине деветнаестог века, учешће Римокатоличке цркве у екуменском покрету није било замисливо. Папа Пије IX је у својој енциклици Syllabus of Errors (1864) осудио модернизам. Папа Пије XI је у енцилкики Mortalium Animos (1928) осудио дух екуменизма који је израстао на протестантским основама, и позвао све хришћане на повратак заједништву са Римском Црквом. Пре тога је, 1848. објавио енциклику "In suprema Petri Apostoli Sede", у којој је позивао Православне да приђу Римској Цркви. Њен ауторитативни стил, и позив на „повратак“ у Римску Цркву изазвали су негодовање и одбацивање од стране Православних. Слично је прошао и његов позив "Arcano Divinae Provindentiae consilio" од 1868. писан у истом тону.
Иако је званични став био овакав, већ крајем 19. века вођени су незванични разговори између појединих Англиканских и Римокатоличких теолога у којима су са Англиканске стране учествовали лаик Чарлс Л. Вуд (Charles L. Wood) и лорд Халифакс (Halifax) а са Католичке кардинал Десир Јозеф Марцир (Desire Joseph Mercier). Они су се бавили питањем могућности обнављања јединства међу овим Црквама.
Отац Пол Џејмс Вотсон (Paul James Wattson) и мати Лурана Мери Вајт (Lurana Mary White) основали су Англикански ред Францисканских монаха и сестара друштва за јединство (1898), чији је циљ био промовисање јединства међу хришћанима. Они су и у наредним годинама наставили са својим напорима. Већ 1908, у многим протестантским црквама била је прихваћена „Октава Молитве“ за уједињење хришћана, промовисана од стране овог братства.
Папа Лав XIII је показао посебно интересовање за јединство хришћана мада га је он видео као враћање одељених хришћана у Католичку Цркву. Тако се он у својој беседи о Св. Кирилу и Методију, 1880. обратио Словенима енцикликом "Grande munus christiani nominis propagandi" наглашавајући бригу Папе за Словене. Папа је овде посебно истакао своју жарку жељу за постизањем јединства са Источним Црквама. Године 1894. Папа Лав XIII је у апостолском писму "Praeclara gratulationis" понудио Православним Црквама уједињење са Римом, који су оне одбиле. И овај папа је попут свог претходника, могућност јединства видео у повратку Православних и других у Римокатоличку Цркву. У том смислу је чак наредио да се искује медаља која је са предње стране имала његов лик са натписом "Pontifex maximus", а на супротној је стајао натпис „Да буде једно стадо и један пастир“. Почетком 20. века на патријаршком трону у Константинопољу налазио се патријарх Јеремија III. Он је 1920. објавио енциклику у којој је позивао православне да остану верни свом предању али и да буду отворени према хришћанима који припадају другим Црквама. Васељенски патријарх је 1920. у својој енциклици, назвао хришћане који нису Православни „рођацима“ који су „део дома Христовог“.
Папа Пије XI је показао велико интересовање за православље. Од 1922. до 1939. он је објавио преко двадесет докумената који су се тицали православних. Извршио је и реорганизацију Понтификалног Оријенталног (Источног) Института, који је био основан 1917. године. Између осталих, основао је и руску вишу школу у Риму. Од 1925. Бенедиктинско удружење је, молитвама и студијама, чинило значајне напоре за превазилажењем подела међу хришћанима, нарочито у односу према Православнима. Од 1939. у Чевтогну је постојала кућа у којој су живеле две групе монаха, Латина и Византијског обреда које су вршиле богослужења једна поред друге. Нарочит допринос Католичком прихватању екуменског покрета дао је Ив Конгар (Yves Congar), који је 1937. објави књигу „Подељено хришћанство“. Он је поставио темеље који ће своје резултате показати нарочито на Другом Ватиканском Сабору. Конгар је у почетку био ућуткиван од стране Ватикана, да би након овог сабора, његов став преовладао.
Године 1932, Пјер Пол-Иринеј Кутуријер (Pere Paul - Irenee Couturier) је саставио концепт о тродневној молитви за јединство хришћана. Ова иницијатива се поклопила са недељом молитве за хришћанско јединство (од 18. до 25. јануара). Он је иницирао и међуконфесионални дијалог у манастиру Домб (Trappe des Dombes). Ту су се одржавали редовни годишњи састанци, а учесници су постали познати као Домбска група. Они су имали независни статус, али су многе од њихових идеја касније прихваћене те су постале и званични документи различитих.
У сваком случају Римокатоличка црква је била прилично затворена према екуменском покрету, сматрајући га протестантским покретом. Себе је, пак, видела као једину истиниту цркву којој се остали могу само прикључити и која у суштини нема шта да промени код себе или прихвати од других. У том смислу говори и енциклика Пија XI из 1928. Mortalium animos која осуђује ондашња екуменска кретања и незваничне али прилично дубоке контакте Католичких званичника са другим хришћанским конфесијама. Овај став је папа нешто ублажио двадесетак година касније. Године 1949. објављена је Инструкција Св. Официја De motione oecumenica (Екумеснки покрет), што је представљало извесно званично отварање. Сада је допуштен равноправан дијалог овлашћених свештених лица са некатолицима.
Ситуација се нарочито променила када је за папу изабран Јован XXIII. Он је дуго година службовао у Бугарској и Цариграду, где је био апостолски делегат. Службовање међу православнима је вероватно учинило да он постане ватрени поборник јединства хришћана. Већ након неколико месеци од почетка свог понтификата папа је 1959. најавио васељенски сабор. Следеће године је основао Секретаријат за промовисање хришћанског јединства (Secretariatus ad unitatem christianorum promovendam). Овај секретаријат је након две године (1960) проглашен за једну од комисија за припрему будућег сабора, те је тако још више добио на значају.
Други ватикански сабор је донео доста промена. Римокатоличка Црква се у приличној мери отворила за дијалог са некатолицима. У том смислу су интересантна два документа: Декрет о екуменизму и Декрет о Источним католичким Црквама. Декрету о екуменизму Сабор се заложио за истинити дијалог јер би «свако заташкавање тешкоћа или одступање од начела и верских истина значило не дијалошки екуменизам него лажни иринизам, компромис и неекуменизам» (I, d). Овом приликом римокатоличка црква је у више наврата дефинисала свој став према некатолицима. Као илустрацију наводимо део са самог почетка трећег поглавља који је насловљен «Однос између одељене браће и Католичке Цркве». Ту се, између осталог каже да су током векова настајале разне несугласице те да су у разним приликама «знатне заједнице одвојене од пуног заједништва Католичке цркве, и то каткад не без кривице људи са обе стране. А они који се сада у таквим заједницама рађају и напајају вером у Христа не могу се оптужити за грех одељености, па их Католичка Црква грли братским поштовањем и љубављу. Они наиме који у Христа верују и који су ваљано примили крштење, творе неко, иако не савршено, заједништво са Католичком Црквом». Свакако, и у овом документ је Католичка Црква задржала становиште по коме се «само у Католичкој Цркви Христовој, која је опште помагало спасења, може досегнути сва пуноћа спасоносних средстава» (исто, d). Као мото свога екуменизма Католичка Црква узима израз Св. Августина In necessariis unitas, in dubiis libertas, in omnibus caritas (У битном јединство, у небитном слобода у свему љубав).
Након Другог ватиканског сабора, Римокатоличка црква је умногоме променила свој доста тврди став према некатолицима. Поменуте одлуке овог сабора отвориле су врата дијалогу. Свакако, и у поменутим документима и у приступу Католичке цркве дијалогу још се примећује доста јака нота ексклузивности, тако да нису без икакве основе оптужбе чак и неких католичких теолога да је такав екуменизам у ствари покушај увођења других хришћана на мала врата у Католичку Цркву, односно да је дотадашњи крути став само замењен другачијим речима које изражавају исту веру – да је Римокатоличка Црква једина Црква Христова. У сваком случају, Други Ватикански Сабор је отворио врата дијалога - „Зато, ове одвојене Цркве и заједнице као такве, премда верујемо да пате од недостатака, ни на који начин нису лишене значаја и важности у тајни спасења“ (Unitatis redintegratio, 3).

### Проекуменски чланци
- (језик: српски) Јован Брија, Екуменски покрет
- (језик: српски) Православље и екуменизам (Документи и студије о екуменизму)

### Против-екуменси чланци
- (језик: српски) Екуменизам и време апостасије
- (језик: српски) Српска црква против екуменизма
- (језик: српски) Јерес екуменизма